# Metaphidippus laetabilis
Metaphidippus laetabilis là một loài nhện trong họ Salticidae.
Loài này thuộc chi Metaphidippus. Metaphidippus laetabilis được Elizabeth Maria Gifford Peckham & George William Peckham miêu tả năm 1896.